# Metaleptus angulatus
Metaleptus angulatus är en skalbaggsart som först beskrevs av Louis Alexandre Auguste Chevrolat 1835. Metaleptus angulatus ingår i släktet Metaleptus och familjen långhorningar.
Artens utbredningsområde är:
- Belize.
- Costa Rica.
- Guatemala.
- Honduras.
- Nicaragua.
- Panama.

Inga underarter finns listade i Catalogue of Life.